# Марійська Руя
Марі́йська Ру́я (рос. Марийская Руя, марій. Марий Руя) — присілок у складі Оршанського району Марій Ел, Росія. Входить до складу Марковського сільського поселення.

## Населення
Населення — 27 осіб (2010; 19 у 2002).
Національний склад (станом на 2002 рік):
- марійці — 68 %
- росіяни — 32 %